# "Harpsundsmordet"
"Harpsundsmordet" är den andra i en serie kriminalromaner av Bo Balderson (pseudonym), utgiven 1969. Ett svenskt statsråd, "Statsrådet" som har femton barn, ägnar sig åt att lösa mordmysterier med hjälp av sin svåger, adjunkt Vilhelm Persson. 
Romanen utspelar sig i det fiktiva sörmländska samhället Ädelsta.

## Rollgalleri
- Statsrådet, justitieminister
- Vilhelm Persson, Statsrådets svåger, adjunkt, berättare
- Adolf Lindberg, fabrikör, 80-årigt (så när som på en dag) födelsedagsbarn
- Mommy Lindberg, Adolfs syster, tidigare Statsrådets barnsköterska
- Ejnar Lindberg, Adolfs son, bankdirektör
- Olivia Lindberg, Ejnars maka
- General Ygdecrantz, godsägare
- Ambassadör Petersén, diplomat
- Apotekare Karlander, bridgespelare
- Therese Carlsson-Doolck, deckarförfattare
- Lotta, hembiträde hos syskonen Lindberg

## Övrigt
I boken omnämns, helt kort, "Dieter Lijk, chefen för riksmordkommissionen", det vill säga en parodi på Maria Langs problemlösare Christer Wijk. 